# Stuchowo
Stuchowo [pronunciación en polaco: /stuˈxɔvɔ/] (en alemán Stuchow) es un pueblo ubicado en el distrito administrativo de Gmina Świerzno, dentro del Condado de Kamień, Voivodato de Pomerania Occidental, en el norte de Polonia occidental. Se encuentra aproximadamente a 4 kilómetros al sureste de Świerzno, a 15 kilómetros al este de Kaeń Pomorski, y a 66 kilómetros al noreste de la capital regional Szczecin.
Antes de 1637, el área fue parte del Ducado de Pomerania. Para la historia de la región, véase Historia de Pomerania.